# Ролдана
Ролдана (лат. Roldana) — род травянистых растений или полукустарников трибы Крестовниковые (Senecioneae) растений подсемейства Астровые (Asteroideae) семейства Астровые, или Сложноцветные (Asteraceae).. Большинство видов этого рода ранее относились к родственному роду Senecio. Представители рода произрастают на юго-западе США, в Мексике и Центральной Америке, многие натурализованы в других странах.

## Описание
Представители рода — многолетние травянистые растения или полукустарники, высотой в среднем 60-100 см, но могут достигать 8 м. Стеблекорень деревянистый, с мочковатыми корнями, часто шерстистыми. Стебли одиночные или собраны в пучки, прямостоячие. Листья в основном стеблевые; очередные; черешковые; лопасти перисто-пальчато жилковатые, подокружные до яйцевидных или продолговатых, выемчато-углолопастные. Края пильчатые до зубчатых (доли и зубцы заострённые) или цельнокрайные, абаксиальные поверхности голые или войлочные до лановидных. Цветочные головки радиальные, в щитковидных или метельчатых рядах (ножки обычно опушённые). Чашечки из 1-3 до 13 и более линейных прицветничков. Обёртки колокольчатые, 3-5 до 20 и более мм в диаметре. Листочки цветка постоянные, в среднем от 8 до 13 и более в 2 рядах, прямостоячие, ланцетные или ланцетно-линейные до линейных, равные, края. Цветоложа плоские, ячеистые (края розеток неровно зубчатые), лопастные. Лучевые цветки с жёлтыми или жёлто-оранжевыми венчиками. Дисковые цветки от 6 до 30 до 100 и более, обоеполые, фертильные; венчики жёлтые или жёлто-оранжевые (реже беловатые или жёлто-белые). Семянки ребристые, голые; хохолок с обильными капиллярными щетинками.

## Распространение
Видов около 60: юго-запад США, Мексика, Центральная Америка.

## Таксономия и этимология
Род был описан Пабло де ла Льяве и опубликован в журнале Novorum Vegetabilium Descriptiones 2: 10. 1825 г.. Типовой вид: Roldana lobata (La Llave).
Родовое название Roldana дано в честь Эухенио Монтаньо-и-Рольдана, генерала-повстанца, участника войны за независимость Мексики.

## Виды
В род входят следующие виды:
- Geissorhiza adriaanii Goldblatt & J.C.Manning
- Roldana acutangula (Bertol.) H.Rob. & Brettell
- Roldana albonervia (Greenm.) H.Rob. & Brettell
- Roldana aliena (B.L.Rob. & Seaton) Funston
- Roldana angulifolia (DC.) H.Rob. & Brettell
- Roldana anisophylla (Klatt) Funston
- Roldana aschenborniana (S.Schauer) H.Rob. & Brettell
- Roldana barba-johannis (DC.) H.Rob. & Brettell
- Roldana candicans (Née) Villaseñor, S.Valencia & Coombes
- Roldana chapalensis (S.Watson) H.Rob. & Brettell
- Roldana cordovensis (Hemsl.) H.Rob. & Brettell
- Roldana cristobalensis (Greenm.) H.Rob. & Brettell
- Roldana ehrenbergiana (Klatt) H.Rob. & Brettell
- Roldana elizondoarum Funston ex Rzed.
- Roldana eriophylla (Greenm.) H.Rob. & Brettell
- Roldana floresiorum (B.L.Turner) B.L.Turner
- Roldana galiciana (McVaugh) H.Rob. & Brettell
- Roldana gentryi H.Rob. & Brettell
- Roldana gilgii (Greenm.) H.Rob. & Brettell
- Roldana glinophylla E.S.Gibson ex H.Rob. & Brettell
- Roldana gonzaleziae (B.L.Turner) B.L.Turner
- Roldana greenmanii H.Rob. & Brettell
- Roldana grimesii (B.L.Turner) C.Jeffrey
- Roldana guadalajarensis (B.L.Rob.) H.Rob. & Brettell
- Roldana hamamelidifolia (Kunth) J.Calvo
- Roldana hartwegii (Benth.) H.Rob. & Brettell
- Roldana hederifolia (Hemsl.) H.Rob. & Brettell
- Roldana heracleifolia (Hemsl.) H.Rob. & Brettell
- Roldana heterogama (Benth.) H.Rob. & Brettell
- Roldana heteroidea (Klatt) H.Rob. & Brettell
- Roldana hintonii H.Rob. & Brettell
- Roldana jurgensenii (Hemsl.) H.Rob. & Brettell
- Roldana juxtlahuacana B.L.Turner
- Roldana kerberi (Greenm.) H.Rob. & Brettell
- Roldana langlassei (Greenm.) H.Rob. & Brettell
- Roldana lanicaulis (Greenm.) H.Rob. & Brettell
- Roldana lobata La Llave
- Roldana marquesii (B.L.Turner) C.Jeffrey
- Roldana mazatecana B.L.Turner
- Roldana metepecus (B.L.Turner) C.Jeffrey
- Roldana mexicana (McVaugh) H.Rob. & Brettell
- Roldana mezquitalana (B.L.Turner) Funston
- Roldana michoacana (B.L.Rob.) H.Rob. & Brettell
- Roldana mixtecana Panero & Villaseñor
- Roldana neogibsonii (B.L.Turner) B.L.Turner
- Roldana nesomiorum (B.L.Turner) C.Jeffrey
- Roldana oaxacana (Hemsl.) H.Rob. & Brettell
- Roldana pennellii H.Rob. & Brettell
- Roldana petasioides (Greenm.) H.Rob.
- Roldana petasitis (Sims) H.Rob. & Brettell — Ролдана белокопытниковая
- Roldana platanifolia (Benth.) H.Rob. & Brettell
- Roldana reglensis (Greenm.) H.Rob. & Brettell
- Roldana reticulata (DC.) H.Rob. & Brettell
- Roldana riparia Quedensley, Véliz & L.Velásquez
- Roldana robinsoniana (Greenm.) H.Rob. & Brettell
- Roldana sartorii (Sch.Bip. ex Hemsl.) H.Rob. & Brettell
- Roldana scandens Poveda & Kappelle
- Roldana schaffneri (Klatt) H.Rob. & Brettell
- Roldana sessilifolia (Hook. & Arn.) H.Rob. & Brettell
- Roldana subpeltata (Sch.Bip.) H.Rob. & Brettell
- Roldana suffulta (Greenm.) H.Rob. & Brettell
- Roldana sundbergii (B.L.Turner) B.L.Turner
- Roldana tepopana (B.L.Turner) B.L.Turner
- Roldana tlacotepecana Funston
- Roldana tonii (B.L.Turner) B.L.Turner
- Roldana uxordecora Quedensley & Villaseñor

## Галерея

Виды ролдан
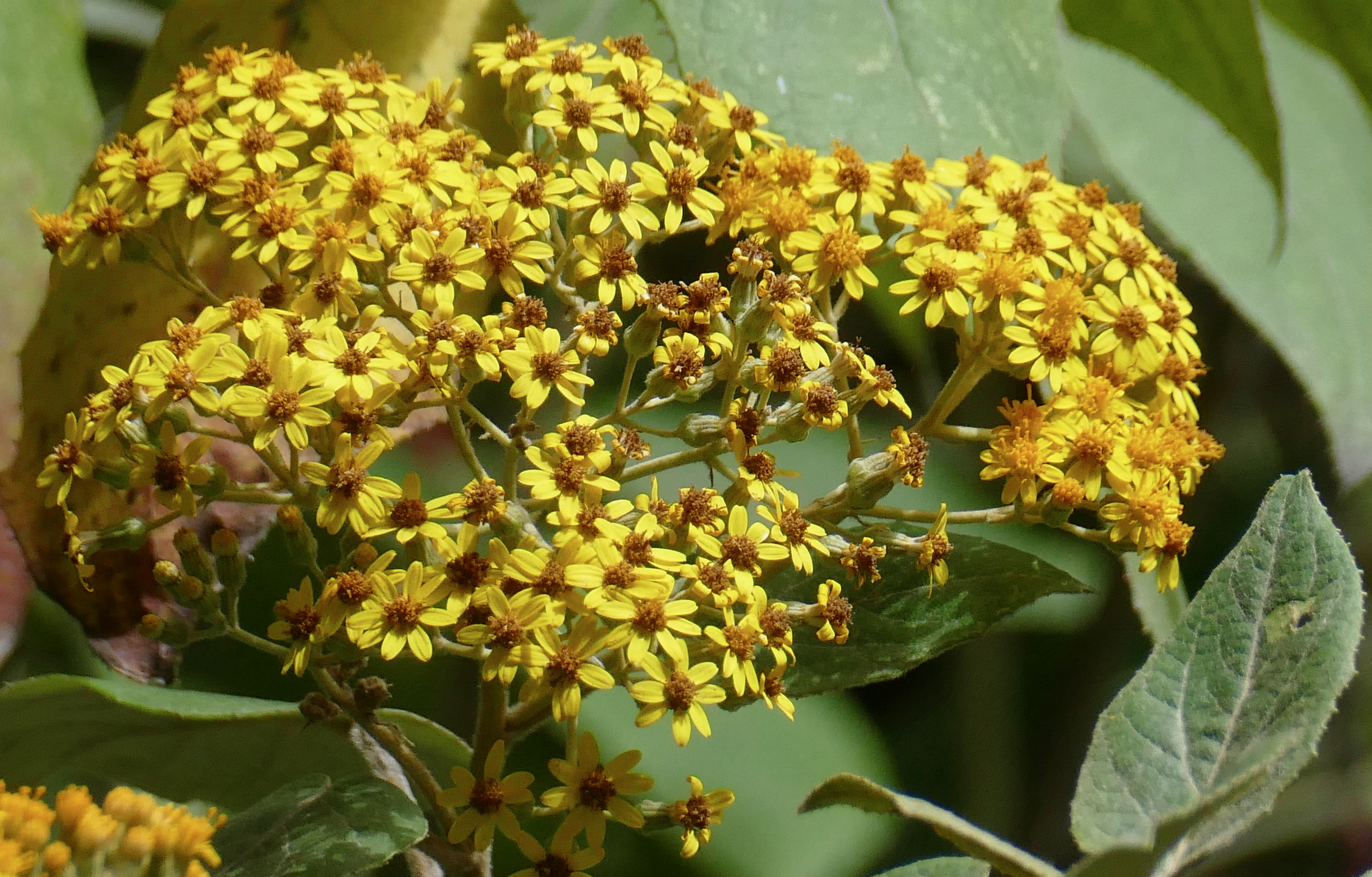
Roldana barba-johannis
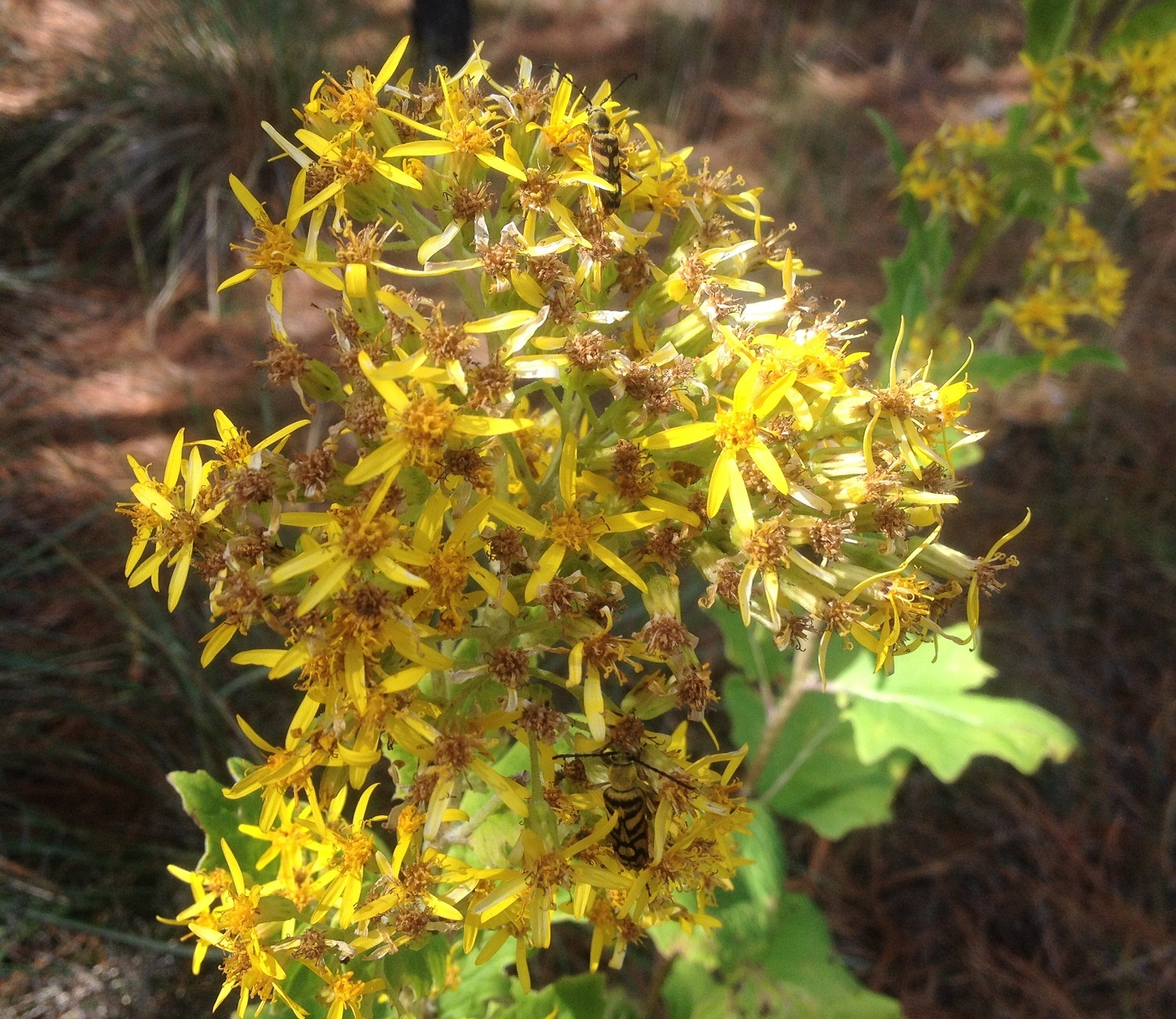
Roldana candicans
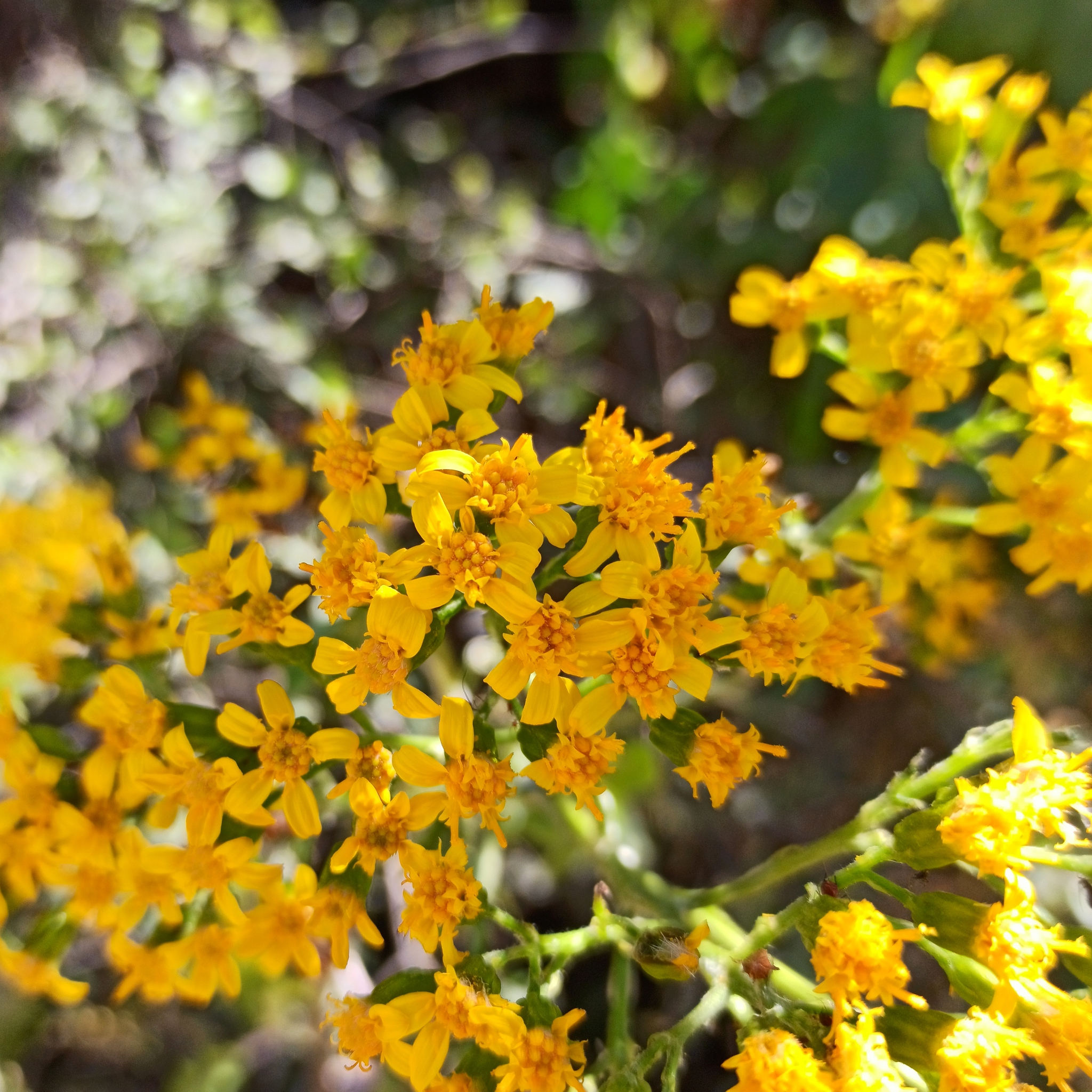
Roldana heracleifolia
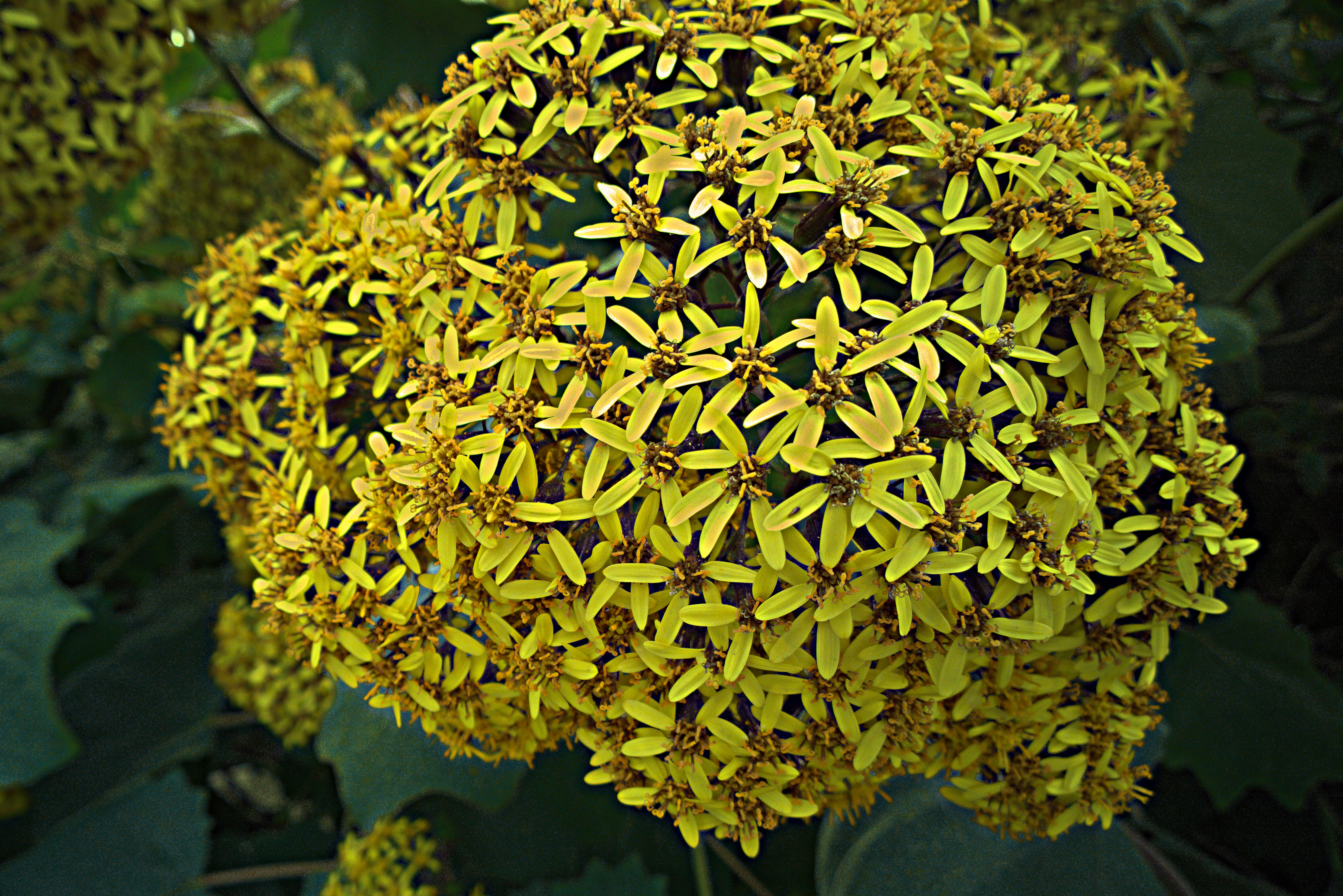
Roldana petasitis